# أماندا كرومويل
أماندا كرومويل (بالإنجليزية: Amanda Cromwell)‏ هي مدربة كرة قدم ولاعبة كرة قدم أمريكية، ولدت في 15 يونيو 1970 في واشنطن العاصمة في الولايات المتحدة. لعبت مع Washington Freedom (soccer) ‏.

## وصلات خارجية
- أماندا كرومويل على موقع الاتحاد الدولي (مؤرشف)  (الإنجليزية)
- أماندا كرومويل على موقع قاعدة بيانات كرة القدم.إي يو (الإنجليزية)
- أماندا كرومويل على موقع أوليمبيديا (الإنجليزية)